# Knob Lake
Der Knob Lake (englisch für Hügelsee) ist der mittlere der drei Seen im Three Lakes Valley von Signy Island im Archipel der Südlichen Orkneyinseln. 
Das UK Antarctic Place-Names Committee benannte den See am 20. Dezember 1974 nach einem durch Gletscheraktivität herausgeformten Felshügel, der als kleine Insel am südlichen Ende des Sees liegt.